# Glyptothorax longjiangensis
Glyptothorax longjiangensis és una espècie de peix de la família dels sisòrids i de l'ordre dels siluriformes.

## Morfologia
Els mascles poden assolir els 10,5 cm de llargària total.

## Distribució geogràfica
Es troba a la Xina.